# 维生素缺乏症
维生素缺乏症（英語：Avitaminosis）是由维生素缺乏或者代谢转化（例如色氨酸转烟酸过程）缺损所引起的一系列慢性或长期的疾病，这类疾病根据与其有关的维生素的字母进行定名。
与此相反的是维生素过多症，这类疾病主要是体内摄入过量脂溶性维生素造成的。

## 类型
维生素缺乏症包含了一些几种类型：
- 维生素A缺乏症：造成干眼病和夜盲症[4][5][6][7]
- 硫胺素（维生素B1）缺乏症：造成脚气病[8]
- 烟酸（维生素B3）缺乏症：造成糙皮病
- 维生素B12缺乏症：造成巨幼红细胞性贫血[9]和脊髓亚急性联合变性[10]
- 维生素C缺乏症：造成坏血病[11]
- 维生素D缺乏症：造成佝偻病[12]
- 维生素K缺乏症：造成凝血障碍[13][14]